# Merohister asoka
Merohister asoka är en skalbaggsart som först beskrevs av Lewis 1910.  Merohister asoka ingår i släktet Merohister och familjen stumpbaggar. Inga underarter finns listade i Catalogue of Life.